# Yannick Riendeau (ur. 1984)
Yannick Riendeau (ur. 25 października 1984 w Montrealu, Quebec) – kanadyjski hokeista.

## Kariera
- Drummondville Voltigeurs (2001-2004)
- Acadie-Bathurst Titan (2004-2005)
- ASPTT Limoges hockey sur glace (2005-2006)
- Montpellier Vipers (2006-2007)
- Chamonix HC (2007-2008)
- Étoile Noire de Strasbourg (2008-2009)
- Ducs de Dijon (2010-2012)
- Arłan Kokczetaw (2012-2015)
- Ducs de Dijon (2015-2016)
- Gothiques d'Amiens (2016-2017)
- Anglet Hormadi (2017-2021)

Przez cztery sezony grał w kanadyjskiej lidze juniorskiej QMJHL w ramach CHL. W 2005 przeniósł się do Francji i przez siedem lat do 2012 występował w tamtejszych klubach, wpierw dwa lata w drugiej lidze, następnie w pierwszoligowych rozgrywkach Ligue Magnus. Od maja 2012 zawodnik kazachskiego klubu Arłan Kokczetaw. W lipcu 2013 przedłużył kontrakt o rok. Po trzech sezonach występów w lidze kazachskiej w maju 2015 ponownie został zawodnikiem z Dijon i pozostawał w nim przez cały sezon Ligue Magnus (2015/2016). Od maja 2016 do kwietnia 2017 zawodnik Gothiques d'Amiens. Od kwietnia 2017 zawodnik Anglet Hormadi. W kwietniu 2021 ogłosił zakończenie kariery.

## Sukcesy
Klubowe
- Puchar Francji: 2012 z Ducs de Dijon
- Puchar Kazachstanu: 2012, 2013 z Arłanem Kokczetaw
- Brązowy medal mistrzostw Kazachstanu: 2013 z Arłanem Kokczetaw
- Srebrny medal mistrzostw Kazachstanu: 2014, 2015 z Arłanem Kokczetaw

Indywidualne
- Ligue Magnus 2008/2009:
  - Skład gwiazd
- Ligue Magnus (2011/2012):
  - Pierwsze miejsce w klasyfikacji strzelców w sezonie zasadniczym: 24 gole
  - Pierwsze miejsce w klasyfikacji kanadyjskiej w sezonie zasadniczym: 51 punktów
- Kazachska Wysszaja Liga w hokeju na lodzie (2012/2013):
  - Pierwsze miejsce w klasyfikacji strzelców w sezonie zasadniczym: 37 goli
  - Pierwsze miejsce w klasyfikacji kanadyjskiej w sezonie zasadniczym: 80 punktów
- Kazachska Wysszaja Liga w hokeju na lodzie (2013/2014):
  - Pierwsze miejsce w klasyfikacji asystentów w sezonie zasadniczym: 50 asyst
  - Pierwsze miejsce w klasyfikacji kanadyjskiej w sezonie zasadniczym: 83 punkty